# Leopold Israelsson
Viktor Leopold Israelsson, född 18 oktober 1934 i Lycksele, död 15 oktober 1971 i Västerås, var en svensk brottare. Han tävlade för Västerås BK och Arboga AK.
Israelsson tävlade i Mellanvikt i grekisk-romersk stil i brottning för Sverige vid olympiska sommarspelen 1960 i Rom.
Israelsson blev svensk mästare i weltervikt 1962 och svensk mästare i mellanvikt 1960.